# Eureka (Utah)
Eureka es una ciudad del condado de Juab, estado de Utah, Estados Unidos. Según el censo de 2000 la población era de 766 habitantes.

## Geografía
Eureka se localiza en las coordenadas 39°57′18″N 112°6′59″O / 39.95500, -112.11639.
Según la oficina del censo de Estados Unidos, la ciudad tiene una superficie total de 3,8 km². No tiene superficie cubierta de agua.

## Demografía
Según el censo de 2000, había 766 habitantes, 271 casas y 197 familias residían en la ciudad. La densidad de población era 201,2 habitantes/km². Había 342 unidades de alojamiento con una densidad media de 89,8 unidades/km².
La máscara racial de la ciudad era 97,65 % blanco, 1,04 % indio americano, 0,13% asiático, 0,13 % de las islas del Pacífico, 0,26 % de otras razas y 0,78 % de dos o más razas. Los hispanos o latinos de cualquier raza eran el 2,35 % de la población.
Había 271 casas, de las cuales el 39,1% tenía niños menores de 18 años, el 56,8 % eran matrimonios, el 8,9 % tenía un cabeza de familia femenino sin marido, y el 27,3 % no eran familia. El 24,0 % de todas las casas tenían un único residente y el 13,7 % tenía sólo residentes mayores de 65 años. El promedio de habitantes por hogar era de 2,83 y el tamaño medio de familia era de 3,37.
El 33,2 % de los residentes era menor de 18 años, el 9,1% tenía edades entre los 18 y 24 años, el 27,7 % entre los 25 y 44, el 18,8 % entre los 45 y 64, y el 11,2 % tenía 65 años o más. La media de edad era 30 años. Por cada 100 mujeres había 103,2 hombres. Por cada 100 mujeres de 18 años o más, había 102,4 hombres.
El ingreso medio por casa en la ciudad era de 36 875$, y el ingreso medio para una familia era de 43 077$. Los hombres tenían un ingreso medio de 35 938$ contra 26 563$ de las mujeres. Los ingresos per cápita para la ciudad eran de 14 534$. Aproximadamente el 6,3 % de las familias y el 9,9 % de la población estaban por debajo del nivel de pobreza, incluyendo el 10,5 % de menores de 18 años y el 12,2 % de mayores de 65.
- Datos: Q482398
- Multimedia: Eureka, Utah / Q482398